# Варниці (Пижицький повіт)
Варниці (пол. Warnice, нім. Warnitz) — село в Польщі, у гміні Варниці Пижицького повіту Західнопоморського воєводства.
Населення — 744 особи (2011).
У 1975-1998 роках село належало до Щецинського воєводства.

## Демографія
Демографічна структура станом на 31 березня 2011 року:
|          | Загалом | Допрацездатний вік | Працездатний вік | Постпрацездатний вік |
| -------- | ------- | ------------------ | ---------------- | -------------------- |
| Чоловіки | 380     | 82                 | 263              | 35                   |
| Жінки    | 364     | 71                 | 210              | 83                   |
| Разом    | 744     | 153                | 473              | 118                  |